# NetSlov
NetSlov — музыкальная группа, начинавшая как этно-электронная, а затем вобравшая в своё творчество элементы других жанров, таких как даб или пост-рок. Писала также саундтреки к фильмам. Лидер группы — мультиинструменталист и вокалист Даниил «Дэн» Калашник (известный также своим участием в группе Ленинград). Группа участвовала в фестивале Нашествие 2006 года.

## Состав
- Даниил Калашник — гитара и другие инструменты, программирование, вокал.
- Алексей Кожанов — бас.
- Дмитрий Фролов — барабаны.

Алексей и Дмитрий также участвуют в группе «Мельница».
Бывшие участники
- Дмитрий Головин — барабаны.
- Дмитрий Тиков — синтезаторы, гитара, программирование.
- Дмитрий Зильперт — гитара, синтезатор, бэк-вокал.
- Алексей Швецов — бас.
- Илья Ермаков — барабаны.
- Инна Стасевич — синтезатор, вокодер.
- Валентина Атаханова — синтезатор, вокодер, вокал.
- Ольга Федоренкова — синтезатор.

## Дискография

### Альбомы
- 1999 — «Electronic Ethnology»
- 2001 — «Outernational»
- 2003 — «Phoenix»
- 2004 — «Solar System» (под маркой Solar System (Netslov side project))
- 2005 — «Все свободны»[4]
- 2008 — «In Dub We Trust» (под маркой NetSlov Sound System)
- 2009 — «Pietari»
- 2009 — «DРУГОЕ»[5]
- 2010 — «Back Into Deep» (под маркой NetSlov Sound System)
- 2012 — «Silanum» (мини-альбом)
- 2014 — «44»[6]
- 2016 — «Plastic Bubbles»(под маркой The Plastic Bubbles)
- 2016 — «Dorom» (мини-альбом) (под маркой NetSlov ft. Yoga)
- 2017 — «#NOTAG» (мини-альбом)
- 2018 — «Между горбами ночи»
- 2019 — «Мир наизнанку» (мини-альбом)
- 2019 — «Акустика»
- 2020 — «Реалити-шоу 2020» (мини-альбом)
- 2021 — «Our Man on Mars» (сингл, NetSlov ft. Dr Tikov)
- 2021 — «Old-Fashioned»

### Концертные записи
- «Live @ Jao-Da» (2006)[1]

## Музыка к фильмам
- «Тяжелая работа старых мойр» (2000)
- «Апрель» (2001)
- «Даун Хаус» (2001, только песня «Sozero»)
- «Антикиллер» (2002)
- «В движении» (2002)
- «Охотники за иконами» (2004)
- «Неверность» (2006)
- «Погоня за ангелом» (2007)
- «Свой-чужой» (2007)
- «Чизкейк» (2008)
- «Питерские каникулы» (2008)
- «Фотограф» (2008)
- «Квартирантка» (2008)
- «Правило лабиринта» (2009)
- «Учителя» (2013)
- «Стартап» (2014)
- «Стандарты красоты» (2017)
- «Стандарты красоты. Новая любовь» (2017)
- «Маленькие лесные истории» (2017)
- «Лютый 2» (2019)
- «Любовь не по правилам» (2019)